# Editio princeps
Editio princeps is Latijn voor 'de eerste uitgave'. De term wordt vooral gebruikt voor werken die voor de uitvinding van de boekdrukkunst met de hand gekopieerd werden, en op een bepaald moment door iemand met een drukpers vermenigvuldigd werden. Dit heet dan de Editio Princeps.
Bijvoorbeeld de editio princeps van Homerus is van Demetrius Chalcondyles, en dateert vermoedelijk uit 1488. Van de meest belangrijke teksten van klassieke Griekse en Romeinse auteurs is de editio princeps in de jaren rond 1500 verschenen.
Wanneer de editio princeps gepubliceerd is, kan moeilijk te bepalen zijn, als gevolg van het verschijnen van een deel van de tekst, of doordat de tekst eerst in een vertaling, bijvoorbeeld van het Grieks naar het Latijn, gedrukt werd. In de moderne wetenschap wordt ook de eerste druk van moderne auteurs wel aangeduid als editio princeps.